# Episodi di Clone High (prima stagione)
La prima stagione della serie animata Clone High, composta da 13 episodi, è stata trasmessa negli Stati Uniti d'America da Teletoon dal 2 novembre 2002 al 14 aprile 2003.
In Italia è inedita.
| nº  | Titolo originale                                         | Titolo italiano | Prima TV USA     | Prima TV Italia |
| --- | -------------------------------------------------------- | --------------- | ---------------- | --------------- |
| 1   | Escape to Beer Mountain: A Rope of Sand                  |                 | 2 novembre 2002  | Inedito         |
| 2   | Episode 2: Election Blu-Galoo                            |                 | 3 novembre 2002  | Inedito         |
| 3   | A.D.D.: The Last 'D' is for Disorder                     |                 | 10 novembre 2002 | Inedito         |
| 4   | Film Fest: Tears of a Clone                              |                 | 17 novembre 2002 | Inedito         |
| 5   | Sleep of Faith: La Rue D'Awakening                       |                 | 1 dicembre 2002  | Inedito         |
| 6   | Homecoming: A Shot in D'Arc                              |                 | 24 novembre 2002 | Inedito         |
| 7   | Plane Crazy: Gate Expectations                           |                 | 8 dicembre 2002  | Inedito         |
| 8   | A Room of One's Clone: The Pie of the Storm              |                 | 15 dicembre 2002 | Inedito         |
| 9   | Raisin the Stakes: A Rock Opera in Three Acts            |                 | 12 gennaio 2003  | Inedito         |
| 10  | Litter Kills: Litterally                                 |                 | 19 gennaio 2003  | Inedito         |
| 11  | Snowflake Day: A Very Special Clone High Holiday Special |                 | 13 aprile 2003   | Inedito         |
| 12  | Makeover, Makeover, Makeover: The Makeover Episode       |                 | 26 gennaio 2003  | Inedito         |
| 13a | Changes: You Got a Prom Wit Dat?                         |                 | 3 marzo 2003     | Inedito         |
| 13b | Changes: The Big Prom: The Sex Romp: The Season Finale   |                 | 3 marzo 2003     | Inedito         |